# کریستوفر لمکس
کریستوفر لمکس (انگلیسی: Christopher Lemke؛ زادهٔ ۱۴ مارس ۱۹۹۵) بازیکن فوتبال اهل آلمان است.
از باشگاه‌هایی که در آن بازی کرده‌است می‌توان به باشگاه فوتبال انرژی کوتبوس اشاره کرد.
وی همچنین در تیم ملی فوتبال جوانان آلمان بازی کرده‌است.